# مغامرات الفتى البطل
مغامرات الفتى البطل (بالإنجليزية: The Adventures of Kid Danger)‏ هو مسلسل رسوم متحركة كوميدي أمريكي تم بثه على قناة نيكلوديون في من إنتاج دان شنايدر يدور المسلسل عن فتى اسمه هنري هارت وهو فتى في 13 من عمره والذي كان يريد ان يعمل لدى بطله الخارق المشهور كابتن مان، ذهب إلى المتجر وبعدها التقى بكابتن مان وطلب من هنري للعمل معه كمساعده ولكن عليه ان لايخبر أحد بهويته السرية وتنطلق الاحداث المضحكة، الحب، الغرابة والمزيد. من 15 يناير إلى 14 يونيو 2018. المسلسل يعتمد على هنري البطل وتفاصيل مغامرات الرسوم المتحركة لـ Kid Danger و Captain Man أثناء محاربة الأشرار والتهديدات المختلفة لـ Swellview. عرض المسلسل بالدبلجة العربية على نكلوديون عربية على قناة إم بي سي 3 (MBC3) أولا ثم على قناة نيكتونز. تمت دبلجة هذا المسلسل إلى اللغة العربية في مصر ويعرض المسلسل بالنسخة المدبلجة باللغة العربية الفصحى. عرض المسلسل على قناة نكلوديون الامريكية سنة 2018 وعرض على نكلوديون عربية سنة 2018 على شبكة شبكة أوربت شوتايم. تم عرضه على نكلودين العربية في مارس 2018., تم عرض,، وبالدبلجة الفارسية على إم بي سي الفارسية. تمت دبلجة هذا المسلسل إلى اللغة العربية في مصر.

## الأصوات العربية
- نور الحجار (هنري/الفتى البطل)
- مصطفى عبد السلام (راي/كابتن مان)
- الهام صبري (شارلوت)
- فرح حاتم (بايبر)
- محمد طلعت (جاسبر)

## روابط خارجية
- مغامرات الفتى البطل على موقع IMDb (الإنجليزية)
- مغامرات الفتى البطل على موقع كينوبويسك (الروسية)
- مغامرات الفتى البطل على موقع قاعدة بيانات الفيلم (الإنجليزية)